# دانشکده دامپزشکی دانشگاه شیراز
دانشکده دامپزشکی دانشگاه شیراز یکی از مراکز آموزش عالی وزارت علوم، تحقیقات و فناوری در شهر شیراز است.

## تاریخچه
این دانشکده از مهرماه سال ۱۳۴۸ فعالیت‌های علمی خود را آغاز کرد و دومین دانشکدهٔ دامپزشکی در ایران، بعد از دانشکدهٔ دامپزشکی تهران بود. این دانشکده اکنون با فضایی بالغ بر ۱۰۵ هکتار، علاوه بر پذیرش دانشجو در مقطع دکترای حرفه ای و عمومی دامپزشکی و کارشناسی ارشد فیزیولوژی دامپزشکی؛ در ۱۷ رشتهٔ دکترای تخصصی، به تربیت نیروهای متخصص اهتمام دارد. این دانشکده در سال ۱۳۷۸، نخستین مجلهٔ دامپزشکی ایران را تحت عنوان «مجلهٔ تحقیقات دامپزشکی» منتشر ساخت و در سال ۱۳۸۱ موفق به اخذ و دریافت درجهٔ علمی-پژوهشی گردید. مجلهٔ یاد شده در دو بخشِ فارسی و انگلیسی، اقدام به چاپ مقالات برگزیده می‌نماید.

## گروه‌های آموزشی
- بهداشت و کنترل کیفی مواد غذایی
- پاتوبیولوژی
- دامپزشکی
- علوم پایه
- علوم درمانگاهی
- مدیریت بهداشت دام